# Oeste Futebol Clube
O Oeste Futebol Clube (acrônimo: OFC), também conhecido como Oeste, Oeste Barueri ou, anteriormente, Oeste de Itápolis, é um clube de futebol brasileiro com sede atual na cidade de Barueri, no estado de São Paulo. Foi fundado em 25 de janeiro de 1921 na cidade de Itápolis, no estado de São Paulo, e suas cores são o vermelho e o preto.
A história do Oeste contém alguns hiatos de inatividades em competições oficiais, obtendo uma participação isolada na terceira divisão do Campeonato Paulista de 1954. O primeiro título conquistado pelo clube foi a terceira divisão do Campeonato Paulista de 1992, seguido pelas conquistas das extintas série B2 de 1997 e série B1 de 1998, respectivamente. No ano seguinte, terminou a Série A3 em segundo lugar, perdendo o título para o Rio Preto. Em 2002, o Oeste venceu a série A3 e, no ano seguinte, tornou-se campeão da série A2.
Na sua primeira participação na elite do estadual, o Oeste conquistou duas vitórias, dois empates e quatro reveses, mas o clube foi punido com a perda de doze pontos por escalação irregular e terminou sendo rebaixado. Quatro anos depois, retornou para a primeira divisão estadual, conquistou Campeonato do Interior de 2011 e a série C do Campeonato Brasileiro de 2012. O Oeste disputou o Campeonato Brasileiro - Série B durante 8 temporadas consecutivas.
Até o Oeste ser rebaixado em 2020 na série B do brasileiro, ele fazia parte da seleta lista de clubes brasileiros que nunca foram rebaixados em uma das divisões nacionais do Brasileirão (no caso do Oeste, nunca rebaixado da série B a série C).
Em 2017, o Oeste mudou de Itápolis para Barueri. O clube alegou que a transferência ocorreu pela impossibilidade de atuar no Estádio Municipal dos Amaros, que estava vetado para receber partidas devido a falta de laudo do Corpo de Bombeiros e ao não cumprimento das exigências da Confederação Brasileira de Futebol. A prefeitura de Itápolis, por sua vez, informou que não disponibilizava de verba para as reformas.

## História

### Fundação e anos iniciais (1921–1954)
O Oeste foi fundado em 25 de janeiro de 1921, o clube havia sido idealizado por dois irmãos oriundos do Rio de Janeiro, sendo que um era torcedor do Flamengo e o outro do Fluminense e, por conta disso, deu-se início a um impasse. Um jogo-treino foi marcado contra o clube amador da Fazenda Itaquerê e os irmãos fizeram uma aposta. Caso o Oeste ganhasse a partida, o clube se chamaria Flamengo e se perdesse seria Fluminense, adotando as cores destes clubes. O Oeste venceu a partida, mas os irmãos entraram em mútuo acordo para homenagear a região centro-oeste em que se situa Itápolis, cidade sede da fundação do clube. As cores do Flamengo, no entanto, foram adotadas.
Em 1981, sagrou-se campeão da III Copa São Paulo de Futebol Profissional (equivalente a atual Copa Paulista).

### Ascensão e participação em competições nacionais (2010–presente)
O clube iniciou a temporada de 2010 disputando o Campeonato Paulista; sob o comando de Paulo Comelli, conquistou 26 pontos e encerrou a primeira fase na nona colocação.[carece de fontes?] Este resultado qualificou o Oeste para a semifinal do Campeonato Paulista do Interior. No primeiro confronto, em Itápolis, o clube conseguiu uma vitória sobre o São Caetano pelo placar mínimo, mas acabou sendo eliminado após tomar dois gols nos últimos minutos do jogo de volta, em São Caetano do Sul. A boa campanha no estadual rendeu ao Oeste o direito de disputar a Série D do Campeonato Brasileiro,[carece de fontes?] conquistando seu primeiro triunfo na história do torneio diante do São José-RS, em Itápolis; contudo, a equipe não conseguiu um bom desempenho e foi eliminada na primeira fase. No mesmo ano, o Oeste também não obteve uma boa campanha na Copa Paulista, terminando em penúltimo de seu grupo. O clube retornou às atividades no ano de 2011, no qual novamente teve um bom desempenho no estadual, classificando-se para as quartas de finais, quando foi derrotado pelo Corinthians por 2–1, em jogo único. Com a eliminação, o clube disputou o torneio do interior, garantindo-se na decisão após uma vitória sobre o Mirassol. Em Campinas, o Oeste foi derrotado pela Ponte Preta; contudo, reverteu o revés e conquistou o título ao triunfar por 3–0 na finalíssima.[carece de fontes?] Na quarta divisão nacional, o Oeste se classificou como líder do grupo e, posteriormente, eliminou Cianorte e Mirassol nos pênaltis. Na sequência, o clube foi eliminado nos embates contra o Tupi, mas conseguiu o acesso à série C.
O ano de 2012 marcou uma campanha mediana no paulista, mas suficiente para garantir a terceira participação consecutiva no Torneio do Interior; porém, eliminado na semifinal após uma derrota por 3–2 diante do Mogi Mirim. Na terceira divisão, a equipe conseguiu a classificação com um triunfo fora de casa contra o Tupi, na penúltima rodada da fase classificatória. O título veio com triunfos sobre o Fortaleza, Chapecoense e Icasa. Este último, o adversário na decisão. No ano seguinte, a equipe não obteve bons resultados e quase foi rebaixada no Campeonato Paulista, no qual terminou em décimo sexto lugar. Em sua primeira participação na série B, o Oeste conseguiu resultados importantes no início do campeonato, inclusive com chances de entrar na zona de classificação para a primeira divisão, mas a equipe caiu de rendimento e só se livrou do rebaixamento na penúltima rodada, quando foi beneficiado por uma combinação de resultados. O ano de 2014 foi marcado pelo rebaixamento para a Série A2, a equipe obteve apenas onze pontos e terminou na décima oitava posição geral. O Oeste também apresentou um desempenho irregular na segunda divisão nacional e quase amargou o segundo descenso no ano; contudo, computou treze pontos nas últimas rodadas, vencendo Portuguesa, Vila Nova, Náutico e Joinville. Curiosamente, a equipe foi a responsável por sacramentar o rebaixamento de Portuguese e Vila Nova.
Após um ano no segundo escalão do estado, a equipe do Oeste conseguiu uma boa campanha e garantiu o acesso à Série A1 em 2015. O clube venceu dez jogos, empatou seis e perdeu apenas três; contudo, o equilíbrio que marcou a edição do torneio fez com que quatro equipes chegasse a última rodada disputando duas vagas para a elite. Oeste e Independente protagonizaram um duelo decisivo na última rodada, em Itápolis. A equipe de Limeira necessitava vencer o embate para ultrapassar o próprio adversário e garantir sua qualificação. Nos minutos finais, Júnior Negrão converteu um pênalti e colocou o Oeste em vantagem no placar, mas o clube cedeu o empate poucos minutos depois. A partida terminou empatada, resultado que colocou o mandante na primeira divisão. Na série B do nacional, amargou um mês sem vencer e chegou à última rodada sob risco de rebaixamento; porém, o empate sem gols com o Paysandu garantiu a permanência do Oeste, que encerrou a competição na 16.ª colocação, com 44 pontos. Em 2016 o Oeste não obteve uma boa campanha na Série A1 do Campeonato Paulista e foi rebaixado novamente, na edição que, por determinação do Conselho Técnico rebaixaria seis clubes.

## Estádios

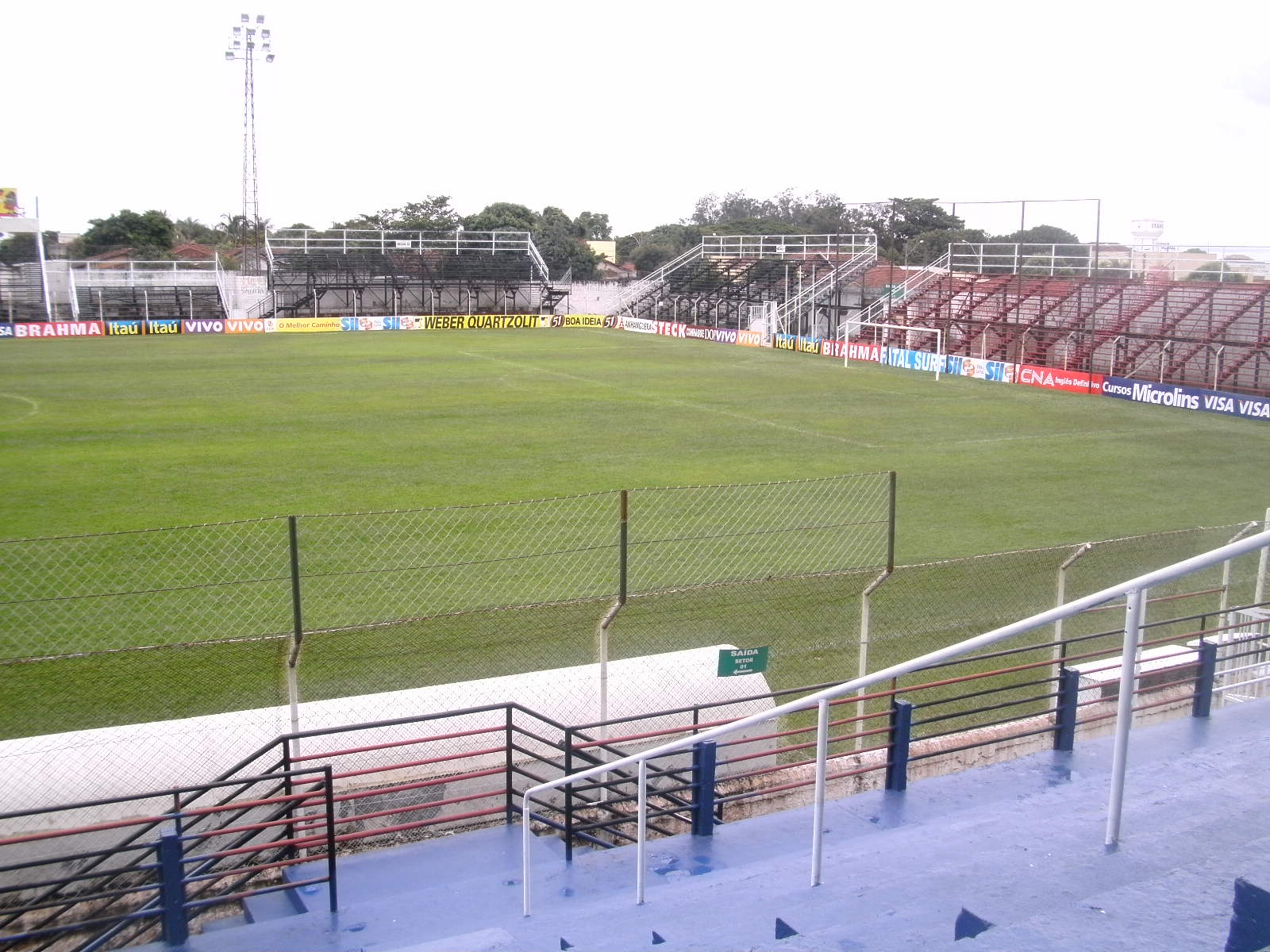
Estádio Municipal dos Amaros.

Desde a conquista do acesso à Série B, em 2011, o estádio se tornou uma fonte de problemas de adequação de sua estrutura. Os problemas com a utilização do estádio e os atritos entre o clube e a prefeitura de Itápolis foram intensificados em 2014. No começo do ano, a prefeitura realizou uma série de reformas nos vestiários, estacionamento, escritório antidoping, sala de imprensa e novos sanitários; contudo, o local foi interditado pelo Corpo de Bombeiros e, de acordo com a prefeitura, a interdição ocorreu por causa de trinta centímetros nas dimensões das cadeiras nas arquibancadas. Ambas as partes envolvidas defenderam seus argumentos, o vice-presidente do Oeste, Aparecido Roberto de Freitas, falou para o website da ESPN que sem estádio o clube teria que mudar de cidade. Enquanto isso, o prefeito Julio Cezar Nigro Mazzo respondeu que "Itápolis não depende do time profissional" e que a adequação teria um alto custo para o governo municipal. Neste ano, o clube disputou 21 jogos na cidade e a situação melhorou no ano seguinte. Em 10 de abril de 2016, o Oeste disputou seu último jogo em Itápolis, um empate contra o XV de Piracicaba. Após esta data, uma parceria com o Audax foi estabelecida e o clube mandou seus jogos na cidade de Osasco no Estádio José Liberatti. Conforme os problemas com a utilização do estádio dos Amaros persistiram, o Oeste efetuou a mudança definitiva para a cidade de Barueri em 2017.
Após isso, o clube começou a mandar seus jogos na Arena Barueri, que recebeu pouco público pela falta de identificação com a nova sede. No primeiro ano, obteve uma média superior a dois mil espectadores, com uma exceção: a partida com o maior número de espectadores pagantes da história do clube no novo estádio ocorreu durante a segunda divisão do campeonato nacional de 2017, na qual o Oeste empatou sem gols perante o Internacional. Decorrido em 14 de novembro, o jogo recebeu 10 205 pessoas. Já no ano seguinte, a média de pagantes caiu para cerca de mil pessoas. Partidas contra Avaí, Boa Esporte, Brasil de Pelotas e Criciúma receberam menos de seiscentos pagantes.

## Títulos
Os títulos conquistados pelo Oeste são:
- Campeonato Brasileiro - Série C: 2012
- Copa Paulista: 1981
- Campeonato Paulista - Série A2: 2003
  - Vice-campeão: 2008 e 2018
- Campeonato Paulista - Série A3: 1992 e 2002
  - Vice-campeão: 1999
- Campeonato Paulista - Série B1: 1998
- Campeonato Paulista - Série B2: 1997
- Campeonato Paulista do Interior: 2011